# Schutzkommando
Les Schutzkommandos (SK) sont des unités de l'Organisation Todt chargées de protéger et surveiller les travailleurs du mur de l'Atlantique.
Leurs effectifs comprennent environ 2 500 volontaires français. Leurs principales tâches consistent en des missions d'escorte et de garde.